# Haus der Mathematik

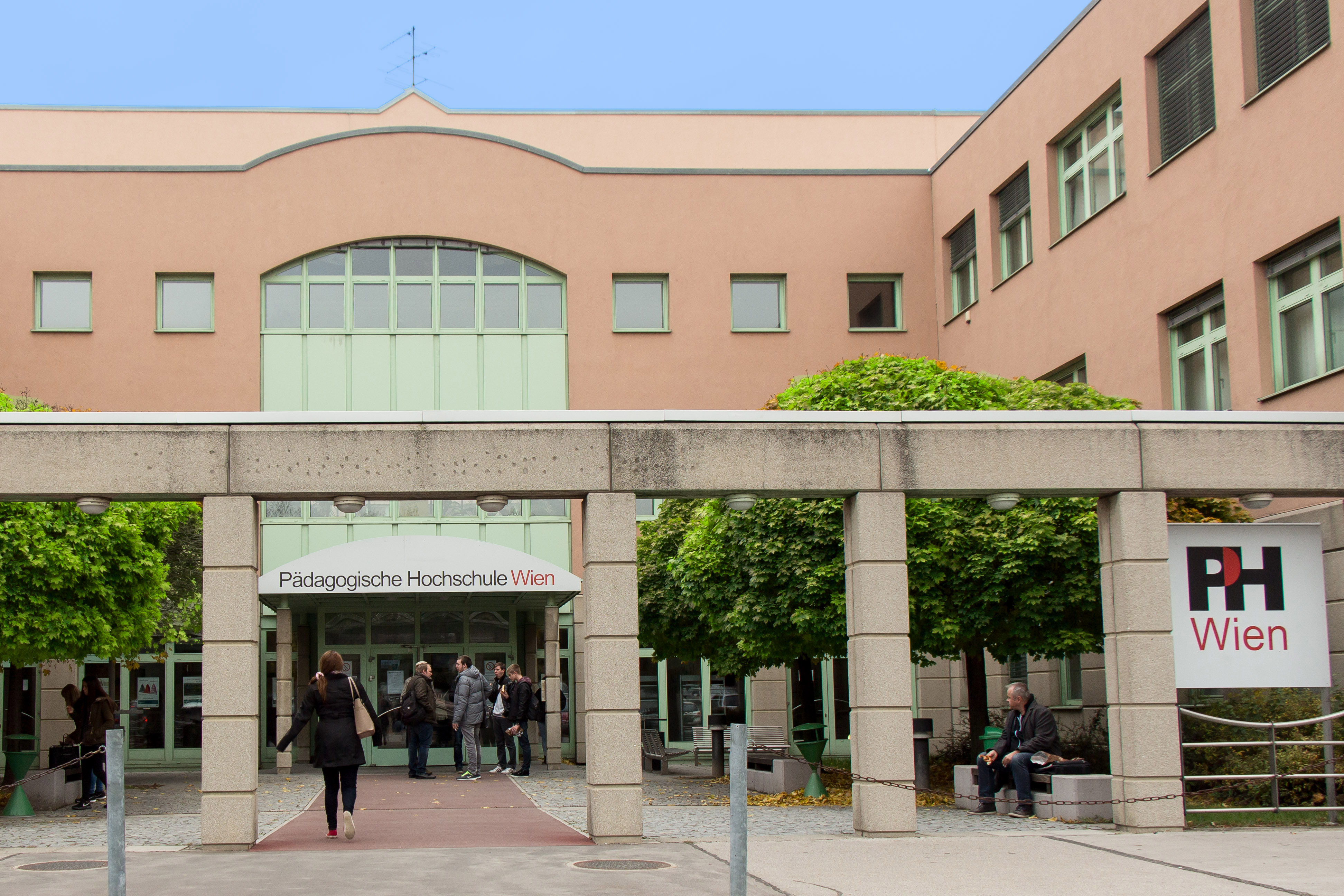
Eingang zum HdMa in der Pädagogischen Hochschule Wien

Das Haus der Mathematik (abgekürzt: HdMa) ist ein Science Center und Museum in Wien mit Schwerpunkt Mathematik. Es ist in das Fachdidaktikzentrum für Naturwissenschaften und Mathematik der Pädagogischen Hochschule Wien eingegliedert.

## Gründung und Eröffnung
Die Idee stammt von Gerhard Lindbichler (vormals PÄDAK-Wien) und Manfred Kronfellner (TU-Wien) aus dem Jahr 2000. Eröffnet wurde das HdMa am 28. Februar 2003 in den Räumlichkeiten einer Schule in Wien-Wieden. Im Sommer 2009 fand die Übersiedlung in die Pädagogische Hochschule Wien statt.

## Betreiber, Partner und Förderer
Für den laufenden Betrieb, vor allem den Besuch von Schulklassen, Privatpersonen und Sondertermine betreffend sowie für die Weiter- bzw. Neuentwicklung der angebotenen Objekte und Spiele sind Monika Musilek, Monika Miller und Gerhard Lindbichler zuständig. Partner des HdMa sind die Pädagogische Hochschule Wien und der Verein ScienceCenter-Netzwerk; Förderer das Bundesministerium für Bildung, Wissenschaft und Forschung.

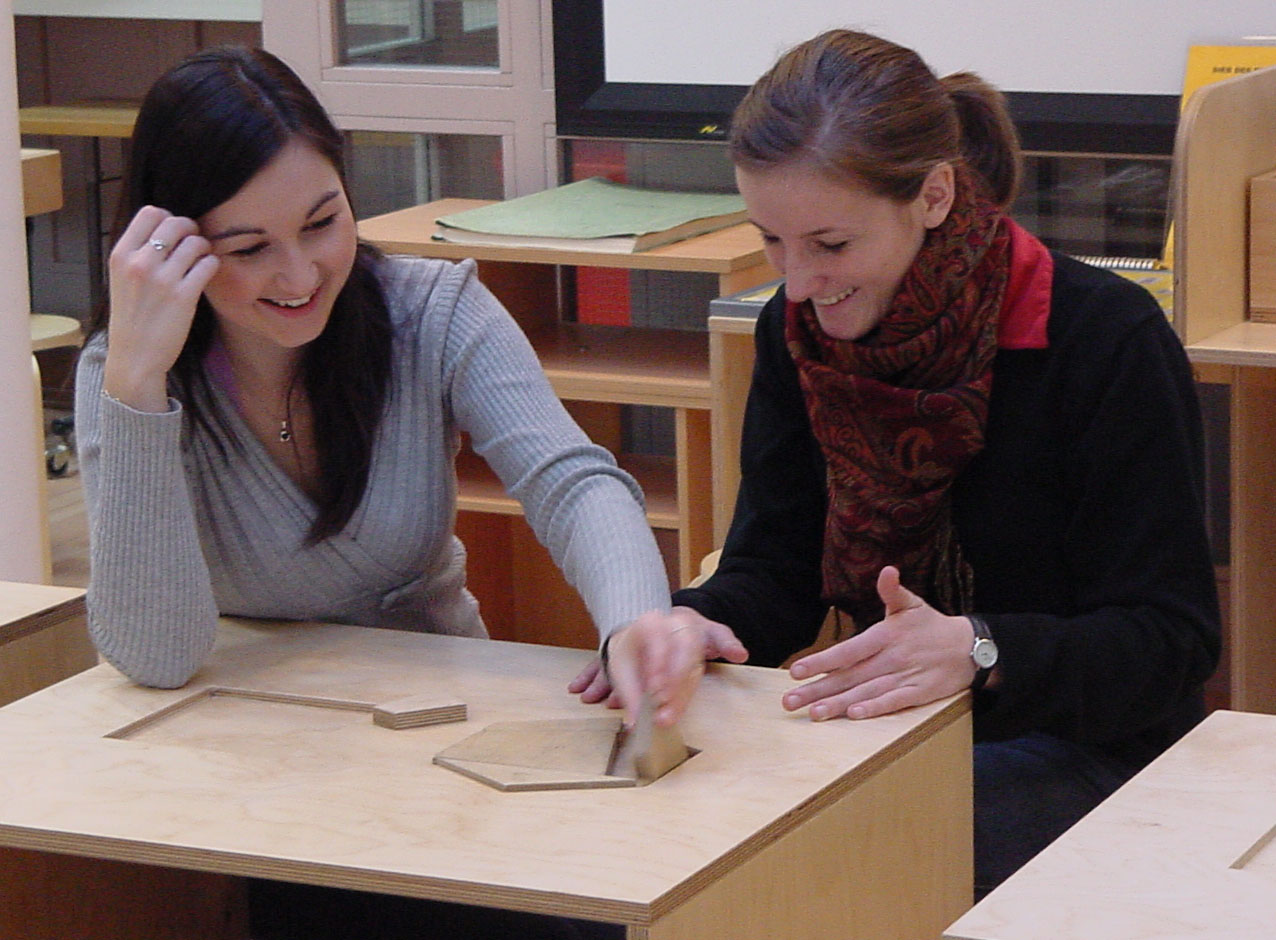
Studentinnen an einem Spieltisch im HdMa

## Angebot
In der Erlebniswelt können Kinder und Erwachsene an speziellen Spieltischen Mathematik angreifen und dadurch begreifen. In der Geschichte der Mathematik kann mit Hilfe von historischen Exponaten die Entwicklung der Mathematik von den Ägyptern bis zur modernen Mathematik des 21. Jahrhunderts nachempfunden werden. Für beide Bereiche gilt das Konzept feel, das bedeutet: (f)orschen, (e)ntdecken, (e)rkennen, (l)ernen.